# Nathrius cypericus
Nathrius cypericus är en skalbaggsart som beskrevs av Sláma och Berger 2006. Nathrius cypericus ingår i släktet Nathrius och familjen långhorningar. Inga underarter finns listade i Catalogue of Life.